# HD 36589
HD 36589，又名BD+20 989，SAO 77255、HR 1860，是一颗恒星，视星等为6.18，位于銀經185.76，銀緯-6.78，其B1900.0坐标为赤經5h 27m 42.1s，赤緯+20° -6.78′ 12″。